# Notsodipus visio
Notsodipus visio är en spindelart som beskrevs av Norman I. Platnick 2000. Notsodipus visio ingår i släktet Notsodipus och familjen Lamponidae. Inga underarter finns listade i Catalogue of Life.